# Орден «Вдячність Вітчизни»
Орден «Вдячність Вітчизни» — державна нагорода Республіки Молдова. В ієрархії пріоритетності державних орденів і медалей Республіки Молдова вона є шостою, відразу після ордена «Трудова слава», за нею йдуть усі медалі та орден «Віри Вітчизні».

## Нагородження
Орден «Подяка Вітчизни» вручається за виховання п'яти і більше дітей після досягнення останньою дитиною шістнадцяти років. При нагородженні орденом «Подяка Вітчизни» зараховуються діти, усиновлені відповідно до чинного законодавства, а також особи, які загинули чи пропали безвісти під час виконання обов'язків військової служби, у бойових діях, померли внаслідок поранень. контузії, каліцтва, захворювання, отримані внаслідок зазначених ситуацій, або внаслідок інвалідності чи професійного захворювання.
Станом на січень 2021 року орденом жодного разу нікого не нагороджено.

## Опис
Орден «Вдячність Вітчизни» виготовлений з томпаку і являє собою стилізований, злегка опуклий, полірований золотом хрест, утворений піднятими розбіжними променями. У центрі на поверхні рельєфного срібного кола зображено дитину, жінку та чоловіка. По краю кола надруковано напис «Вдячність Вітчизни», у нижній частині — зображення Державного Прапора, покритого синьою, жовтою та червоною емаллю. Хрест обрамлений по колу піднятим лавровим вінком. Орден кріпиться кільцем до дугоподібної заколки, виготовленої з металу, покритого синьою, жовтою та червоною смугами емалі, обрамленої золотою каймою. У центрі заколки — рельєфний рослинний орнамент. Діаметр ордена 40 мм.